# Paraliomera
Paraliomera is een geslacht van kreeftachtigen uit de klasse van de Malacostraca (hogere kreeftachtigen).

## Soorten
- Paraliomera dispar (Stimpson, 1871)
- Paraliomera longimana (A. Milne-Edwards, 1865)
- Paraliomera macandreae (Miers, 1881)